# Женска ватерполо репрезентација Мађарске
Женска ватерполо репрезентација Мађарске представља Мађарску у међународним такмичењима у ватерполу за жене. Од почетка деведесетих година женска Мађарска ватерполо селекција представља једну од водећих репрезентација у Европи, са највећим успесима оствареним 1994. и 2005. године када је Мађарска репрезентација освојила титулу првака света на светским првенствима.

## Резултати

### Летње олимпијске игре
- 2000 — Није се квалификовала
- 2004 — 6. место
- 2008 — 4. место
- 2012 — 4. место
- 2016 — 4. место
- 2020 —  3. место
- 2024 — 5. место

### Олимпијски турнир
- 1996 — није учествовала

### Светско првенство
- 1986 — 5. место
- 1991 — 4. место
- 1994 —  1. место
- 1998 — 7. место
- 2001 —  2. место
- 2003 — 5. место
- 2005 —  1. место
- 2007 — 4. место
- 2009 — 7. место
- 2011 — 9. место
- 2013 —  3. место
- 2015 — 9. место
- 2017 — 5. место
- 2019 — 4. место
- 2022 —  2. место
- 2023 — 6. место
- 2024 —  2. место

### Европско првенство
| Европско првенство | Учествовање          | Пласман   | ИГ  | П  | Н | И  | ГД   | ГП  | ГР   |
| ------------------ | -------------------- | --------- | --- | -- | - | -- | ---- | --- | ---- |
| Осло 1985          | Финална група        | 2. место  | 7   | 6  | 0 | 1  | 93   | 43  | +50  |
| Стразбур 1987      | Финална група        | 2. место  | 6   | 5  | 0 | 1  | 80   | 39  | +41  |
| Бон 1989           | Финална група        | 2. место  | 5   | 4  | 0 | 1  | 71   | 34  | +37  |
| Атина 1991         | Финале               | Победник  | 5   | 4  | 1 | 0  | 54   | 22  | +32  |
| Лидс 1993.         | Утакмица за 3. место | 3. место  | 7   | 5  | 0 | 2  | 90   | 49  | +41  |
| Беч 1995.          | Финале               | 2. место  | 7   | 5  | 0 | 2  | 60   | 38  | +22  |
| Севиља 1997.       | Четвртфинале         | 5. место  | 8   | 6  | 0 | 2  | 100  | 29  | +71  |
| Прато 1999.        | Полуфинале           | 4. место  | 5   | 3  | 0 | 2  | 47   | 37  | +10  |
| Будимпешта 2001.   | Финале               | Победник  | 5   | 4  | 1 | 0  | 55   | 33  | +22  |
| Крањ 2003.         | Финале               | 2. место  | 5   | 4  | 0 | 1  | 57   | 26  | +31  |
| Београд 2006.      | Полуфинале           | 3. место  | 5   | 3  | 1 | 1  | 64   | 41  | +23  |
| Малага 2008.       | Полуфинале           | 3. место  | 6   | 3  | 2 | 1  | 46   | 37  | +9   |
| Загреб 2010.       | Четвртфинале         | 5. место  | 5   | 2  | 1 | 2  | 48   | 50  | -2   |
| Ајндховен 2012.    | Полуфинале           | 3. место  | 6   | 4  | 0 | 2  | 69   | 60  | +9   |
| Будимпешта 2014.   | Полуфинале           | 3. место  | 6   | 4  | 0 | 2  | 68   | 49  | +19  |
| Београд 2016.      | Финале               | Победник  | 8   | 7  | 0 | 1  | 119  | 49  | +70  |
| Барселона 2018.    | Полуфинале           | 4. место  | 8   | 5  | 0 | 3  | 113  | 54  | +59  |
| Будимпешта 2020.   | Полуфинале           | 3. место  | 8   | 7  | 0 | 1  | 130  | 48  | +82  |
| Сплит 2022.        | Четвртфинале         | 5. место  | 8   | 5  | 0 | 3  | 130  | 63  | +67  |
| Ајндховен 2024.    | Четвртфинале         | 5. место  | 7   | 4  | 0 | 3  | 113  | 54  | +59  |
| Укупно             | 19 учешћа            | 19 учешћа | 127 | 90 | 6 | 31 | 1607 | 855 | +752 |

### Светска лига
- 2004 —  2. место
- 2005 — 4. место
- 2010 — 6. место
- 2013 — 4. место
- 2017 — 4. место
- 2019 — 6. место
- 2020 —  2. место

### Светски куп
- 1988 —  2. место
- 1989 —  3. место
- 1993 —  3. место
- 1995 —  3. место
- 1999 — 4. место
- 2002 —  Шампион
- 2006 — 5. место
- 2010 — 6. место
- 2014 — 5. место

## Састави
- Европско првенство 1993. –  Бронзана медаља

- Каталин Данча, Андреја Еке, Ализ Кертес, Марија Конрад, Каталин Нађ, Ирен Рафаел, Илдико Ронасеки, Мерцедес Штајбер, Оршоја Салкаји, Бригита Сеп, Илдико Такач, Габријела Тот, Ноеми Тот и Едит Винце. Тренер: Ђула Тот.

- Светско првенство 1994. –  Шампион

- Каталин Данча, Андреја Еке, Жужана Хуф, Жужа Кертес, Илдико Куна, Ирен Рафаел, Каталин Редеји, Едит Шипош, Мерцедес Штајбер, Оршоја Салкаји, Кристина Сремко, Габријела Тот и Ноеми Тот. Тренер: Ђула Тот.

- Европско првенство 1995. –  Сребрна медаља

- Кристина Кардош, Габријела Тот, Едит Шипош, Андреја Еке, Мерцедес Штајбер, Едит Винце, Каталин Редеји, Ирен Рафаел, Кристина Сремко, Агнеш Примас, Анико Пеле, Кристина Зантлајтнер, Ноеми Тот, Бригита Сеп и Марта Папаји. Тренер: Ђула Тот.

- Европско првенство 1997. – 5. место

- Кристина Абел, Рита Дравуц, Анико Пеле, Ирен Рафаел, Каталин Редеји, Едит Шипош, Илдико Шош, Мерцедес Штајбер, Оршоја Салкаји, Кристина Сремко, Лила Тиборц, Габријела Тот, Ноеми Тот и Ержебет Валкај. Тренер: Ђула Тот.

- Светско првенство 1998. – 7. место

- Рита Дравуц, Анико Пеле, Ирен Рафаел, Каталин Редеји, Едит Шипош, Илдико Шош, Мерцедес Штајбер, Оршоја Салкаји, Кристина Сремко, Лила Тиборц, Габријела Тот, Ноеми Тот и Ержебет Валкај. Тренер: Ђула Тот.

- Европско првенство 1999. – 4. место

- Кристина Абел, Рита Дравуц, Ноеми Кадар, Дора Киштелеки, Анико Пеле, Агнеш Примас, Карталин Редеји, Илдико Шош, Едит Шипош, Мерцедес Штајбер, Кристина Сремко, Габријела Тот, Ноеми Тот, Агнеш Валкај и Ержебет Валкај. Тренер: Ђула Тот.

- Европско првенство 2001. –  'Шампион

- Каталин Данча, Рита Дравуц, Анет Ђере, Анико Пеле, Агнеш Примас, Каталин Редеји, Едит Шипош, Илдико Шош, Мерцедес Штајбер, Бригита Сеп, Кристина Сремко, Жужана Тиба, Андрееја Тот, Агнеш Валкај и Ержебет Валкај. Тренер: Тамаш Фараго.

- Светско првенство 2001. –  Сребрна медаља

- Каталин Данча, Рита Дравуц, Анико Пеле, Агнеш Примас, Каталин Редеји, Едит Шипош, Илдико Шош, Мерцедес Штајбер, Бригита Сеп, Кристина Сремко, Жужана Тиба, Агнеш Валкај и Ержебет Валкај. Тренер: Тамаш Фараго.

- Светски куп 2002. –  Шампион

- Тимеа Бенко, Рита Дравуц, Анет Ђере, Патриција Хорват, Анико Пеле, Агнеш Примас, Илдико Шош, Мерцедес Штајбер, Кристина Сремко, Жужана Тиба, Агнеш Валкај, Ержебет Валкај и Кристина Зантлајтнер. Тренер: Тамаш Фараго.

- Европско првенство 2003. –  Сребрна медаља

- Рита Дравуц, Илдико Шош, Андреја Тот, Кристина Сремко, Агнеш Валкај, Анико Пеле, Агнеш Примас, Мерцедес Штајбер, Анет Ђере, Ержебет Валкај, Жужана Тиба, Дора Киштелеки, Тимеа Бенко, Едит Шипош и Кристина Зантлајтнер. Тренер: Тамаш Фараго.

- Светско првенство 2003. – 5. место

- Илдико Шош, Патриција Хорват, Жужана Тиба, Анет Ђере, Мерцедес Штајбер, Каталин Редеји, Рита Дравуц, Ержебет Валкај, Кристина Сремко, Анико Пеле, Агнеш Валкај, Агнеш Примас и Дора Киштелеки.

- Ои 2004. – 6. место

- Илдико Шош, Дора Киштелеки, Жужана Тиба, Анет Ђере, Мерцедес Штајбер, Кристина Сремко, Анико Пеле, Рита Дравуц, Андреја Тот, Агнеш Примас, Агнеш Валкај, Ержебет Валкај и Кристина Зантлајтнер. Тренер: Тамаш Фараго.

- Квалификације за ЛОИ 2008. – 3. место

- Патриција Хорват, Кристина Сремко, Барбара Бујка, Дора Киштелеки, Мерцедес Штајбер, Оршоја Такач, Рита Дравуц, Кристина Зантлајтнер, Анет Ђере, Анико Пеле, Агнеш Валкај, Агнеш Примас и Илдико Шош. Тренер: Габор Годовас.